# Ana Bogdan
Ana Bogdan (født 25. november 1992 i Sinaia, Rumænien) er en professionel tennisspiller fra Rumænien.